# Jeźdźcy smoków z Pern
Jeźdźcy smoków z Pern (ang. Dragonriders of Pern) – seria powieści, napisana przez Anne McCaffrey, później rozwijana również przez jej syna – Todda McCaffreya. Cykl opowiada o ludziach, którzy wraz ze swymi nieodłącznymi towarzyszami – smokami walczą ze śmiercionośnymi Nićmi spadającymi na Pern z Czerwonej Gwiazdy. Oprócz zmagań z Nićmi, opisane są wyklucia smoków, odkrywanie Południowego Kontynentu, a także odkrywanie na nowo utraconej wiedzy o Starożytnych ludziach, którzy przylecieli na planetę z Ziemi.

## Powieści i zbiory opowiadań

### Oryginalna trylogia
- Jeźdźcy smoków (Dragonflight, 1968)
- W pogoni za smokiem (Dragonquest, 1970)
- Biały smok (The White Dragon, 1978, Nagroda Gandalfa 1979)

### TrylogiaHarper Hall
- Śpiew smoków (Dragonsong, 1976)
- Smoczy śpiewak (Dragonsinger, 1977)
- Smocze werble (Dragondrums, 1979)

### Inne powieści cyklu
- Moreta pani smoków z Pern (Moreta: Dragonlady of Pern, 1983)
- Opowieści Nerilki (Nerilka’s Story, 1986)
- Narodziny smoków (Dragonsdawn, 1988)
- Renegaci z Pern (Renegades of Pern, 1989)
- Wszystkie Weyry Pernu (All the Weyrs of Pern, 1991)
- The Chronicles of Pern: First Fall (1993) (zbiór opowiadań)
  - The Survey: P.E.R.N.
  - The Dolphins’ Bell
  - The Ford of Red Hanrahan
  - The Second Weyr
  - Rescue Run
- Delfiny z Pern (The Dolphins of Pern, 1994)
- Smocze oko (Dragonseye (UK: Red Star Rising), 1997)
- Mistrz Harfiarzy z Pern (Masterharper of Pern, 1998)
- Niebiosa Pern (The Skies of Pern, 2001)
- A Gift of Dragons (2002) (zbiór opowiadań)
  - The Smallest Dragonboy
  - The Girl Who Heard Dragons
  - Runner of Pern
  - Ever the Twain
- Smocza rodzina (Dragon’s Kin, 2003) (razem z Toddem McCaffreyem)
- Smocza krew (Dragonsblood, 2005) (aut. Todd McCaffrey)
- Smoczy ogień (Dragon’s Fire, 2006) (razem z Toddem McCaffreyem)
- Smoczy harfiarz (Dragon Harper, 2007) (razem z Toddem McCaffreyem)
- Dragonheart (2008) (aut. Todd McCaffrey)
- Dragongirl (2010) (aut. Todd McCaffrey)
- Dragon’s Time (2011) (razem z Toddem McCaffreyem)

## Streszczenie

### Jeźdźcy smoków z Pern
Książka zaczyna się trzy lata przed Dziewiątym Przejściem. Poznajemy bohaterkę Lessę, jedyną ocalałą z dumnego Rodu Ruathy. Zostaje ona zabrana przez F’lara podczas Poszukiwania, jako kandydatka dla nowej smoczej królowej. Lessa naznacza Ramoth i zostaje Władczynią Weyru Benden. Trzy lata później zaczynają spadać Nici. Lessa wraz z F’larem – Władcą Weyru – mobilizuje jeźdźców do walki. Jednakże jeden Weyr nie daje rady chronić planety, której kiedyś broniło sześć Weyrów. Lessa ucząc się latania pomiędzy miejscami, odkrywa, że smoki mogą się również przenosić między czasem i cofa się o czterysta Obrotów, by sprowadzić pozostałe pięć Weyrów.

### W pogoni za smokiem
Akcja dzieje się siedem Obrotów później niż wydarzenia Jeźdźców Smoków. Walka staje się trudniejsza, gdyż Nici nie opadają zgodnie z wykresami (nie da się przewidzieć opadów). Dodatkowo sytuację utrudniają konflikty między jeźdźcami z przeszłości a współczesnymi. W wyniku tych kłótni F’lar wygania tych jeźdźców z przeszłości, którzy nie godzą się z przywództwem Bendenu do Weyru Południowego. jego władczynią zostaje Kylara. Gdy Wirenth, smoczyca Brekke odbywa lot godowy, nikt nie wie gdzie jest Kylara. Prideth jej smoczyca nie jest dostatecznie daleko i dołącza do lotu. Dwie królowe zaczynają walkę i śmiertelnie ranione znikają pomiędzy. Kylara oszalała bez smoczycy, a Brekke chce umrzeć. Jednak F’nor, ukochany Brekke, nie pozwolił na to razem z Canthem, innymi smokami i jaszczurkami ognistymi. Później, w wyniku narzekań Lordów, F’nor z Canthem – swoim smokiem – lecą na Czerwoną Gwiazdę, która okazuje się być planetą bez tlenu, pełną Nici i gorącą. W wyniku wezwania Brekke, udaje im się zawrócić z powrotem do Weyru.

### Biały smok
Akcja dzieje się kilka Obrotów później. Książka opowiada o przygodach Lorda Jaxoma i jego białego smoka Rutha. Jaxom lata pomiędzy na Południowy Kontynent. Razem z przyjaciółmi pomaga zbudować dom dla Robintona – Mistrza Harfiarzy. W międzyczasie odkrywa dziwne kopce (które okazują się domami Starożytnych) i długie, metalowe pojazdy, którymi, jak sądzą, przylecieli Starożytni na Pern. Na koniec zostaje zatwierdzony na Lorda Warowni Ruatha, a jego panią zostaje Sharra.

### Śpiew smoków
Książka dzieje się w czasie W pogoni za smokiem. Główną bohaterką jest Menolly, córka Yanisa, Pana Morskiej Warowni. Dziewczyna jest bardzo utalentowana muzycznie, jednak jej ojciec uważa to za hańbę, aby dziewczyna zajmowała się harfiarstwem. Zabrania jej grać i zakazuje ludziom mówić nowemu harfiarzowi o jej zdolnościach. Dziewczyna ucieka z Warowni i chowa się w jaskini jaszczurek ognistych uważanych za mit. Naznacza dziewięć z nich: złotą (Piękną), dwie spiżowe (Skałka i Nurek), trzy brunatne (Leniuch, Mimik, Brązowy), jedną niebieską (Wujek) i dwie zielone (Cioteczka Pierwsza i Cioteczka Druga). Jakiś czas później odchodzi za daleko od schronienia i trafia na Opad. Gdy ucieka, ratuje ją jeździec smoka i zawozi do Weyru Benden. Tam odnajduje ją Robinton i zabiera do siedziby Cechu Harfiarzy.

### Smoczy śpiewak
Poznajemy dalsze przygody Menolly tym razem w Cechu Harfiarzy. Dziewczyna poznaje m.in. Piemura i Cama, którzy pomagają jej karmić jaszczurki i Silvinę (przełożoną Kobiet z Niższych Jaskiń). Uczy się sztuki właściwego śpiewu oraz gra w kwartecie razem z Sebbelem i Talmorem (czeladnikami) oraz Domickiem (mistrzem). Tworzy piękne pieśni i zostaje specjalną uczennicą Mistrza Robintona. Po Siedmiodniu zostaje czeladniczką.

### Smocze werble
Akcja dzieje się trzy Obroty po Smoczym śpiewaku. Książka jest o przygodach Piemura. Piemurowi zaczyna się mutacja głosu i nie może śpiewać. Chłopiec zaczyna czuć się niepotrzebny. Wtedy Robinton mianuje go na ucznia Mistrza Bębnistów – Olodkeya i posyła chłopca razem z Sebbelem na misję do Warowni Nabol. Tam Piemur próbując się dowiedzieć na co Nabolowi duże ilości win, różnych przysmaków, materiałów itp., przebrany za posługacza, kradnie jajo królowej jaszczurek ognistych. Uciekając, chowa się w worku z materiałami. Później okazuje się, że worki przetransportowane zostały na Południowy Kontynent. Piemur ucieka sprzed Weyru Południowego i urządza się na jednej z plaż. Wkrótce wykluwa się jego mała królowa, którą nazywa Farli i znajduje rannego biegusa, którego nazywa Głupkiem. Spotyka Sharrę i razem z nią wraca do Warowni Południowej. Zostaje czeladnikiem bębnistą i zamieszkuje w Warowni.

### Moreta, Pani smoków z Pern
Książka dzieje się pod Koniec Szóstego Przejścia Czerwonej Gwiazdy (1505 Obrót). Opowiada o Morecie, jeźdźczyni Orlith. Na Pernie zaczyna szerzyć się zaraza przyniesiona przez dziwnego kota z Południowego Kontynentu, którego zabrali na pokład marynarze. Zaraza atakuje biegusy i ludzi. Zaczyna przybierać rozmiary pandemii. Capiamowi – Mistrzowi Uzdrawiaczy udaje się znaleźć lek – szczepionkę. Potrzebuje jednak kogoś, kto rozwoziłby szczepionki do Weyrów, Warowni i domów. Moreta, razem z Holth (starą smoczycą Leri) lata pomiędzy czasem, aby zaopatrzyć wszystkich. Po rozwiezieniu, przemęczone, wchodzą pomiędzy i już nie wychodzą z powrotem. Umierają. Jednak Orlith nie może umrzeć razem z Moretą, gdyż musi pilnować swoich jaj (dlatego też nie latała), a Leri zostaje razem z nią, aby jej pomóc. Choroba zostaje pokonana, następuje wylęg. W dniu wylęgu Leri i Orlith wchodzą pomiędzy, aby umrzeć.

### Historia Nerilki
Dzieje się w czasie Morety, pani smoków z Pern. Bohaterką jest Nerilka, córka Tolocampa, Pana Warowni Fort. Posiada ona umiejętności uzdrowicielskie i chce pomagać chorym w obozie. Wbrew rozkazom ojca ucieka z Warowni, aby leczyć. Następnie trafia do Warowni Ruatha, gdzie poznaje Lorda Alessana. Pomaga przy wytwarzaniu surowicy z krwi na szczepionki. Zostaje żoną Alessana i ma z nim czwórkę synów i córkę Moretę. W czasie zarazy straciła m.in. swoje siostry i matkę.

### Narodziny smoków
Książka opowiada o przylocie pierwszych ludzi na Pern. Przybywają na trzech statkach Yokahamie, Buenos Aires i Bahrajnie. Pilotami są m.in. Sallah Telgar, admirał Paul Benden, Ezra Keroon, Avril Bitra, Bart Lemos, Emily Boll, na których cześć założono późniejsze Warownie i Weyry. Po 8 latach od lądowania następuje opad Nici. Koloniści szukają sposobu walki z niszczycielskim organizmem. Dzięki pomocy Kitti Ping, doskonałej genetyczki udają się próby wyhodowania dużych, ziejących ogniem bestii, powstałych z materiału genetycznego pobranego od perneńskich jaszczurek ognistych. Pierwszymi władcami zostają Sorka Hanrahan ze smoczycą Faranth oraz Sean Connell ze spiżowym Carenathem.

### Renegaci z Pern
Czas akcji rozciąga się jeszcze przed wydarzeniami z tomu pierwszego a kończy na odkryciu Lądowiska na Południowym Kontynencie, gdzie zostaje znaleziony komputer SIWIW (Sztuczna Inteligencja Wykorzystująca Interfejs Werbalny). Książka opisuje wydarzenia rozgrywające się głównie poza Warowniami i Weyrami, ukazuje podboje Thelli, siostry Lorda Warowni Telgar. Kobieta ze swoją bandą mści się za krzywdę, jaką było pominięcie jej przy wyborze do Rady Lordów. Usiłuje porwać Araminę, dziewczynę z Krwi Ruathy, słyszącej wszystkie smoki. Nie udaje jej się to, gdyż dziewczynę ratuje Jayge Lilcamp i odpływa razem z nią na Południowy Kontynent. Thella ucieka i po kilku Obrotach ponownie próbuje zemsty, lecz tym razem zostaje pojmana.

### Wszystkie weyry Pern
Akcja dzieje się po zakończeniu Renegatów z Pern. Odnaleziony SIWIW proponuje ludziom pomoc w zniszczeniu Nici. Uczy ludzi zaginionej wiedzy przodków, zwłaszcza smoczych jeźdźców, przygotowując ich do niebezpiecznej misji, jaką jest wypchnięcie Czerwonej Gwiazdy z jej dotychczasowej orbity.

### The Chronicles of Pern: First Fall
Zbiór pięciu opowiadań (nie przetłumaczonych na język polski) uzupełniających cykl. Wszystkie rozgrywają się w czasie pierwszego Przejścia.
Survey P.E.R.N.
Grupa naukowców bada przestworza w poszukiwaniu planet nadających się do wykorzystania. Niestety w dotychczasowej pracy nie sprzyjało im szczęście. Lądują na trzeciej planecie gwiazdy Rukbat, gdzie zauważają kręgi pozbawione roślin, jednak uznają to za jakąś chorobę. Kończąc badania klasyfikują planetę jako P.E.R.N., czyli skrót od Parallel Earth, Resources Negligible (równoległa Ziemia o niewielkich zasobach).
Dolphins’ Bell
Opisuje udział delfinów w przenosinach z kontynentu Południowego do powstającej na północy Warowni Fort.
The Fort of Red Hanrahan
W kilka lat po przeniesieniu się na kontynent północny, Warownia Fort jest bardzo zatłoczona, więc część jej mieszkańców postanawia się wyprowadzić. Grupa pod przewodnictwem Reda Hanrahana (ojca Sorki, pierwszej Władczyni Weyru) zakłada nowe osiedle o nazwie „Rua Atha”, która później została przekształcona w Warownię Ruatha.
The Second Weyr
Torene, młoda jeźdźczyni królowej bardzo chciałaby przenieść się z zatłoczonego Weyru Fort. Stara się przekonać Władców – Sorkę i Seana, do założenia nowego Weyru. Szczególnie przypadł jej do gustu krater wulkanu we wschodnim masywie górskim. W końcu władcy postanawiają o utworzeniu kilku nowych Weyrów, do których jeźdźcy trafiają na zasadzie losowania. Torene trafia do swojego wymarzonego miejsca, które zostaje nazwane Weyrem Benden, na cześć admirała Paula Bendena.
Rescue Run
Po otrzymaniu wezwania o pomoc wyprawa ratunkowa przybywa na Pern. Lądują jednak na kontynencie Południowym, gdzie została już tylko garstka kolonistów. Ci przekonują ratowników, że są jedynymi ocalałymi ludźmi na planecie. Po ich ewakuacji Pern został oznaczony jako planeta niebezpieczna, do której nie należy się zbliżać.

## Chronologia
Książki z serii nie zostały wydane zgodnie z chorologią wydarzeń. Poniżej lista uporządkowaniu według kolejności zdarzeń.
Pozycje z tytułami w j. angielskim nie zostały przetłumaczone na język polski.
Przed wylądowaniem na Pern
Opowiadanie “Survey P.E.R.N.”
I Przejście
Narodziny smoków
Opowiadanie: “The Dolphins’ Bell”
Opowiadanie: “The Ford Of red Hanrahan”
Opowiadanie: “The Second Weyr”
Opowiadanie: “Rescue Run”
II Przejście
Opowiadanie: „Ever the Twain”
III Przejście
Smocza rodzina
Smoczy ogień
Smoczy Harfiarz
Dragonsblood (Smocza krew – tłumaczona tylko okładka)
Dragonheart
Dragongirl
Dragon’s Time
Sky Dragons
VI Przejście
Moreta, Pani Smoków z Pern
Opowiadanie: „Poza pomiędzy”
Opowieści Nerilki lub Historia Nerilki
IX Przejście
Mistrz Harfiarzy z Pern
Opowiadanie: „Posłańcy”
Jeźdźcy smoków
W pogoni za smokiem
Śpiew smoków
Smoczy śpiewak
Smocze werble
Dragon’s Code
Biały smok
Opowiadanie: “The Impression”
Opowiadanie: “The Smallest Dragonboy”
Opowiadanie: „Ta, która słyszała smoki”
Renegaci z Pern (okres pomiędzy Mistrz Harfiarzy z Pern do Wszystkie Weyry Pern)
Delfiny z Pern (akcja rozgrywa się w tym samym czasie co Wszystkie Weyry Pern)
Niebiosa Pern
Po IX Przejściu
After the Fall Is Over (nie wydana)